# Bornity
Bornity (deutsch Bornitt) ist ein Dorf in der polnischen Woiwodschaft Ermland-Masuren. Es gehört zur Stadt- und Landgemeinde Pieniężno (Mehlsack) im Powiat Braniewski (Kreis Braunsberg).

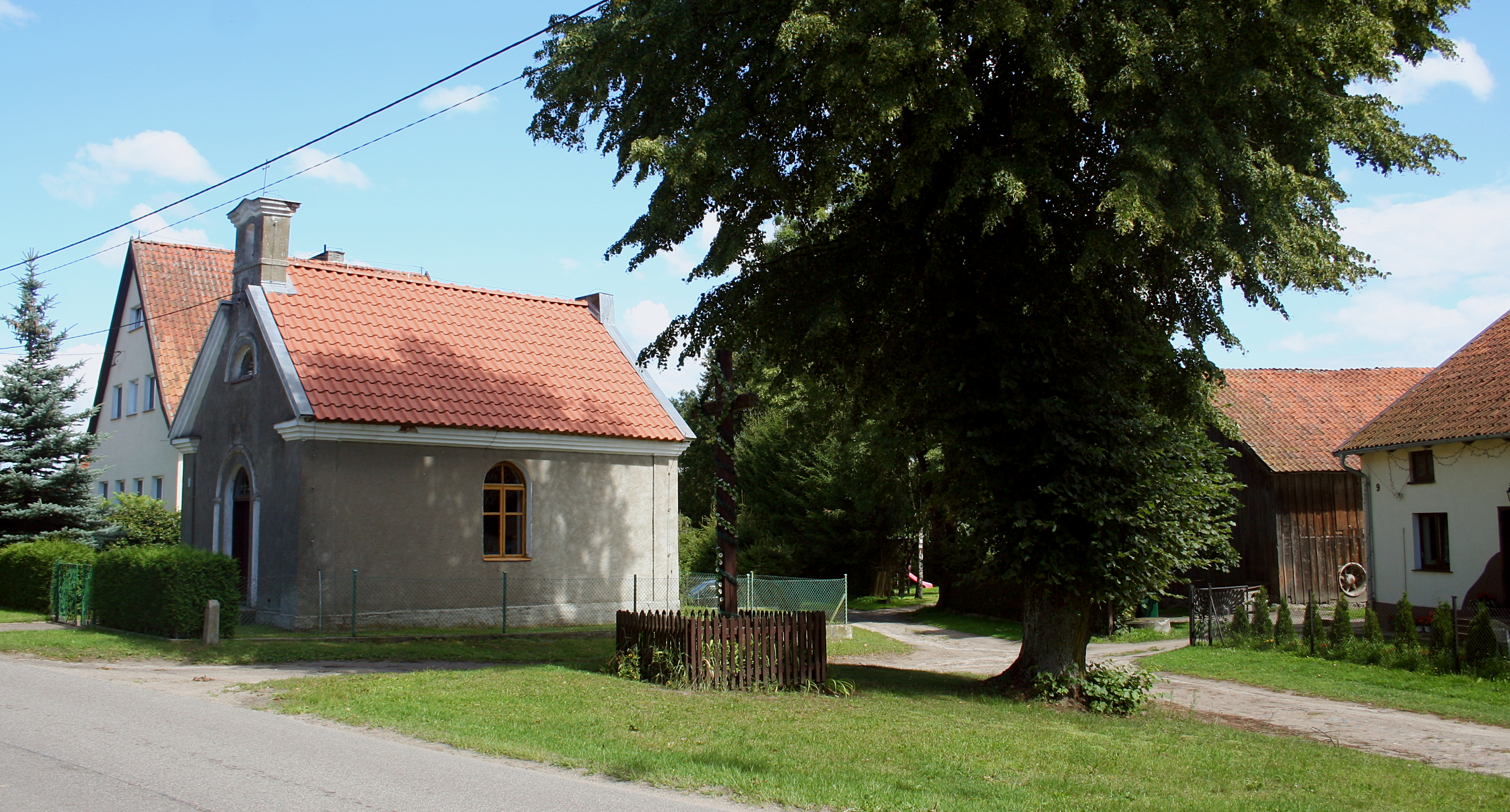
Kapelle in der Ortsmitte von Bornity

## Geographische Lage
Bornity liegt an der Wałsza (Walsch) im Nordwesten der Woiwodschaft Ermland-Masuren, 26 Kilometer südöstlich der Kreisstadt Braniewo (Braunsberg).
|  |

## Geschichte
Das vor 1871 Bormitt genannte Dorf war ein weit verstreutes Dorf. Als Landgemeinde wurde Bornitt im Jahre 1874 ein Teil des Amtsbezirks Woynitt (polnisch Wojnity) im ostpreußischen Kreis Braunsberg, Regierungsbezirk Königsberg. und gehörte zu ihm bis 1945.

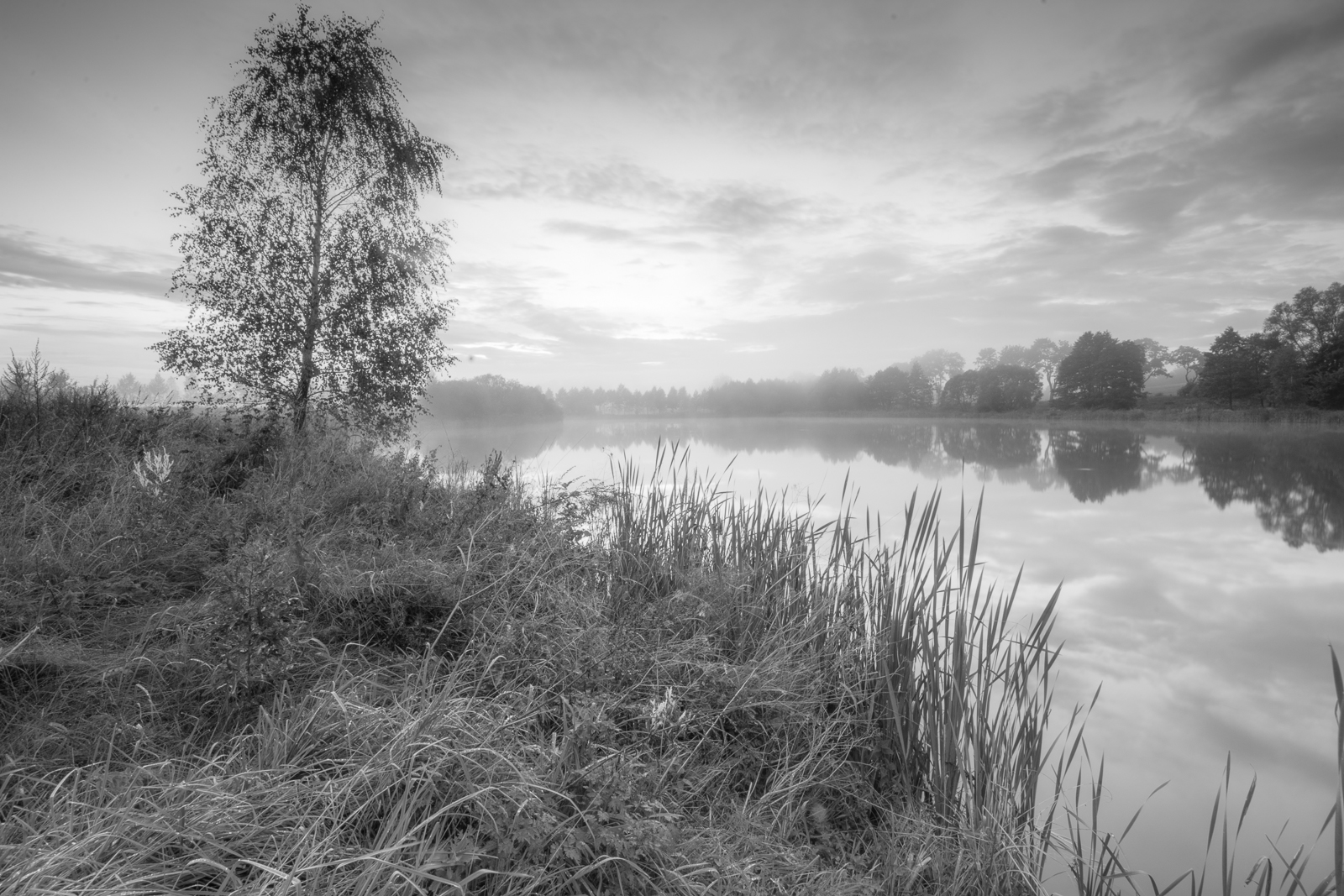
Weiher in Bornity

190 Einwohner waren im Jahre 1910 in Bornitt gemeldet.
Am 30. September 1928 vergrößerte sich Bornitt um den Nachbarort Groß Körpen (polnisch Kierpajny Wielkie), der aus dem Amtsbezirk Langwalde (polnisch Długobór) nach hier umgegliedert wurde. Die Zahl der Einwohner Bornitts belief sich im Jahre 1933 auf 257 und im Jahre 1939 auf 272.
Mit der Abtretung des gesamten südlichen Ostpreußen in Kriegsfolge 1945 an Polen erhielt Bornitt die polnische Namensform „Bornity“. Das Dorf ist heute eine Ortschaft innerhalb der Gmina Pieniężno (Stadt- und Landgemeinde Mehlsack) im Powiat Braniewski (Kreis Braunsberg), von 1975 bis 1998 der Woiwodschaft Olsztyn, seither der Woiwodschaft Ermland-Masuren zugehörig. Im Jahre 2021 zählte Bornity 100 Einwohner.

## Religion
Die mehrheitlich römisch-katholische Bevölkerung Bornitys ist heute wie auch Bornitt vor 1945 in die Pfarrei Chwalęcin (Stegmannsdorf) im Dekanat Orneta (Wormditt) des Erzbistums Ermland eingegliedert.
Die evangelischen Einwohner Bornitts gehörten vor 1945 zum Kirchspiel der Pfarrkirche in Mehlsack in der Kirchenprovinz Ostpreußen der Kirche der Altpreußischen Union. Heute gehören die evangelischen Einwohner von Bornity zur Diözese Masuren, Regierungsbezirk Königsberg.

## Verkehr
Bornity liegt südlich der Woiwodschaftsstraße 507 und ist über den Abzweig Pieniężno (Mehlsack) zu erreichen. Diese Straße kreuzt in Bornity eine andere von Henrykowo (Heinrikau) nach Pakosze (Packhausen) verlaufende Straße.
Ein Bahnanschluss besteht nicht.